# Polisi Dodoma
Le Polisi Dodoma est un club de football tanzanien basé à Dodoma.